# 安多马农村居民点
安多马农村居民点（俄语：Сельское поселение Андомское）是俄罗斯联邦沃洛格达州维捷格拉区所属的一个农村居民点。其下辖有60个居民点，行政中心为安多姆斯基波戈斯特。据2015年统计，该农村居民点的人口为1796人。